# 奇謀妙計五福星
《奇謀妙計五福星》（英語：Winners and Sinners）是1983年上映的香港喜剧动作电影，由洪金寶執導，並與黃炳耀共同編劇；洪金寶、成龍、秦祥林、元彪、岑建勳、馮淬帆、吳耀漢主演。本片是“福星”系列电影的开山之作，以抗衡竞争对手新艺城出品的《最佳拍檔》系列电影。榮獲第3屆香港電影金像獎最佳武術動作指導大獎。（不過「福星」系列的第二部作品《福星高照》雖主要演員大致相同，所飾之劇中角色卻跟《奇謀妙計五福星》沒有關聯，而之後的「福星」系列電影則沿用《福星高照》的角色。）

## 劇情
茶壺、死氣喉、凡士林、鬈毛積及劉克司五人出獄後決定改邪歸正，與鬈毛積的妹妹（妹頭）同組「五寶清潔公司」。某次匪徒正交易偽鈔電版時遇上劫匪，剛巧被 CID 看見便一路追趕，後劫匪情急下將電版拋進五福星之清潔車中。五寶開始被兩大反派追殺，最後五福星施展奇謀妙計應付兩大反派。

## 演員

### 五寶
| 演員   | 角色                     | 關係、備註 |
| 洪金寶 | 茶壺（囚犯編號210）      | 入室盗窃犯，在监狱里认识死氣喉、凡士林、卷毛积及犀牛皮，并结为朋友，共同改邪归正，和鬈毛積的小妹相爱。(粵語配音：林保全) |
| 鍾楚紅 | 妹頭（台：妹妹）         | 鬈毛積的妹妹，和茶壶两情相悦。(粵語配音：沈小蘭)                                                                         |
| 秦祥林 | 凡士林                   | 盗窃珠宝入狱，是個花花公子，想追求小妹，颇为聪明。(粵語配音：朱子聰)                                                     |
| 馮淬帆 | 蘭克司                   | 反黑组总督察，潜入狱中调查黑社会老大陈强，机缘巧合之下与茶壶他们成为好朋友。                                             |
| 吳耀漢 | 死氣喉（台：排氣管）     | 偷车贼，幻想练成隐身术，闹出不少笑話。                                                                                   |
| 岑建勳 | 鬈毛積（台：鬈毛／蘇積） | 因为聚众闹事入狱，和茶壶他们结为朋友，很关爱小妹，和大家一起开清洁公司。                                                 |

### 警方
| 演員   | 角色                                     |
| 陳欣健 | 陳Sir（台：探長）                        |
| 成龍   | Jackie（台：警員7086）(粵語配音：鄧榮銾) |
| 葉童   | Jackie女友【實為警官】                   |
| 元彪   | 休班CID                                  |
| 李賽鳳 | 休班CID女友                              |

### 反派
| 演員   | 角色     |
| 張沖   | 何文     |
| 田俊   | 陳超     |
| 林正英 | 陳超管家 |
| 夏文汐 | 陳超女兒 |
| 太保   | 陳超女婿 |
| 狄威   | 陳超打手 |
| 鍾發   | 陳超打手 |
| 陳龍   | 陳超打手 |
| 山怪   | 陳超打手 |
| 張午郎 | 陳超打手 |
| 馮克安 | 陳超打手 |

### 其他
| 演員   | 角色                                                   |
| 嚴浩   | 金行顧客                                               |
| 李家鼎 | 嫌疑犯                                                 |
| 曹達華 | 廟街賣武梁寬                                           |
| 西瓜刨 | 廟街賣武牙擦蘇                                         |
| 陳潔靈 | 廟街搖滾賣唱家庭                                       |
| 張武孝 | 廟街搖滾賣唱家庭                                       |
| 黃炳耀 | 溜冰大賽主持                                           |
| 蔣榮發 | 溜冰賽劫匪                                             |
| 黃哈   | 溜冰賽劫匪                                             |
| 午馬   | 郵差                                                   |
| 黃新   | 資方代表                                               |
| 曾楚霖 | 資方搞事臥底                                           |
| 許鞍華 | 美心餐廳收銀員                                         |
| 咖喱   | 小巴司機                                               |
| 秦煌   | 舞會賓客                                               |
| 趙志凌 | 被惡整的功夫高手趙師傅                                 |
| 陳樹華 | 被Jackie弄掉雪糕的小男孩(在真實中也是余淑賢的小兒子)   |
| 余淑賢 | 被Jackie弄掉雪糕的小男孩母親(在真實中也是陳樹華的母親) |

## 其他职员
- 副導演：錢良
- 助攝：阮振華
- 動作設計：洪家班、元彪、林正英、陳會毅
- 美術指導：侯永財
- 對白：丁羽
- 效果：汪平
- 錄音：周少龍
- 劇務：張耀良
- 燈光：黃維新、歐作林
- 化妝：陳國雄
- 道具：黃順昌、梁瑞能
- 服裝：朱盛喜
- 佈景設計：錢森
- 佈景：麥和
- 劇照：陳旭
- 飛車設計：飛將軍特技隊
- 溜冰特技：、光速技術滾軸溜冰隊

## 電影歌曲

### 主題曲
| 歌名         | 演唱者 | 作曲   | 填詞 |
| 〈福星高照〉 | 洪金寶 | 鮑比達 | 黃霑 |

## 獎項
| 年份 | 頒獎典禮            | 獎項             | 名字                         | 結果 |
| ---- | ------------------- | ---------------- | ---------------------------- | ---- |
| 1984 | 第3屆香港電影金像獎 | 最佳男演員       | 吳耀漢                       | 提名 |
| 1984 | 第3屆香港電影金像獎 | 最佳武術動作指導 | 洪家班、元彪、林正英、陳會毅 | 獲獎 |

## 外部連結
- 香港影庫上《奇謀妙計五福星》的資料（繁體中文）
- 開眼電影網上《奇謀妙計五福星》的資料（繁體中文）
- 豆瓣电影上《奇謀妙計五福星》的資料 （简体中文）
- 时光网上《奇謀妙計五福星》的資料（简体中文）
- AllMovie上《奇謀妙計五福星》的资料（英文）
- 爛番茄上《奇謀妙計五福星》的資料（英文）
- 互联网电影数据库（IMDb）上《奇謀妙計五福星》的资料（英文）